# 岡本勝人
岡本 勝人（おかもと かつひと、1954年（昭和29年）7月20日 - ）は、日本の詩人、文芸評論家。
埼玉県小川町に生まれる。県立川越高等学校卒業後、青山学院大学法学部公法学科に進学。大学在学中に、西洋史の秀村欣二、文芸評論家の饗庭孝男、詩人の黒田三郎に出会う。また高校の同窓である作家の盛田隆二、水城昭彦と同人誌「積乱雲」を発行する。大学卒業後、学校法人大乗淑徳学園に勤務。在職中に、加島祥造、北村太郎、疋田寛吉などの「荒地」の詩人に出会う。また、小田切進、清岡卓行、高橋英夫に親炙する。早稲田文学、三田文学に作品を寄稿。週刊読書人にて、書評を執筆。その他、詩と詩論に関する書評、古寺巡礼や白洲正子論、柳宗悦論を執筆し、今日に至る。日本ペンクラブ会員。日本現代詩人会会員。

## 主な著書

### 評論集
- 『ノスタルジック・ポエジー』（2000年、小沢書店）
- 『現代詩の星座』（2003年、審美社）
- 『「生きよ」という声　鮎川信夫のモダニズム』（2017年、左右社）
- 『詩的水平線ー萩原朔太郎から小林秀雄と西脇順三郎』（2019年、響文社）
- 『1920年代の東京　高村光太郎、横光利一、堀辰雄』（2021年、左右社）（第18回日本詩歌句随筆評論大賞奨励賞（評論部門））
- 『仏教者 柳宗悦　浄土信仰と美』（2022年、佼成出版社）
- 『海への巡礼　文学が生まれる場所』（2023年、左右社）
- 『岡本勝人　書評集成』（2025年、左右社）（近刊予定）

### 詩集
- 『シャーロック・ホームズという名のお店』（1990年、思潮社）
- 『ビーグル犬航海記』（1993年、思潮社）
- 『ミゼレーレ　沈黙する季節』（2004年、書肆山田）
- 『都市の詩学』（2007年、思潮社）
- 『古寺巡礼のカルテット』（2011年、思潮社）
- 『ナポリの春』（2015年、思潮社）

### 編著等
- 『現代日本と仏教　第Ⅲ巻現代思想・文学と仏教』（2000年、平凡社）「三島由紀夫の文学と仏教」
- 『立原道造詩集』（2003年、角川春樹事務所「ハルキ文庫」）「解説」
- 疋田寛吉著『詩人の書』（2006年、二玄社）編・「解説」
- 『展望　現代の詩歌　詩II』（飛高隆夫・野山嘉正編・2007年、明治書院）「清岡卓行」
- 『定本　清岡卓行全詩集』（2008年、思潮社）「解題」
- 『資料・現代の詩　2010』（2010年、日本現代詩人会編）「年譜協力」
- 柳宗悦著『木喰上人』（2018年、講談社文芸文庫）「解説」